# Johann Wilhelm Schirmer

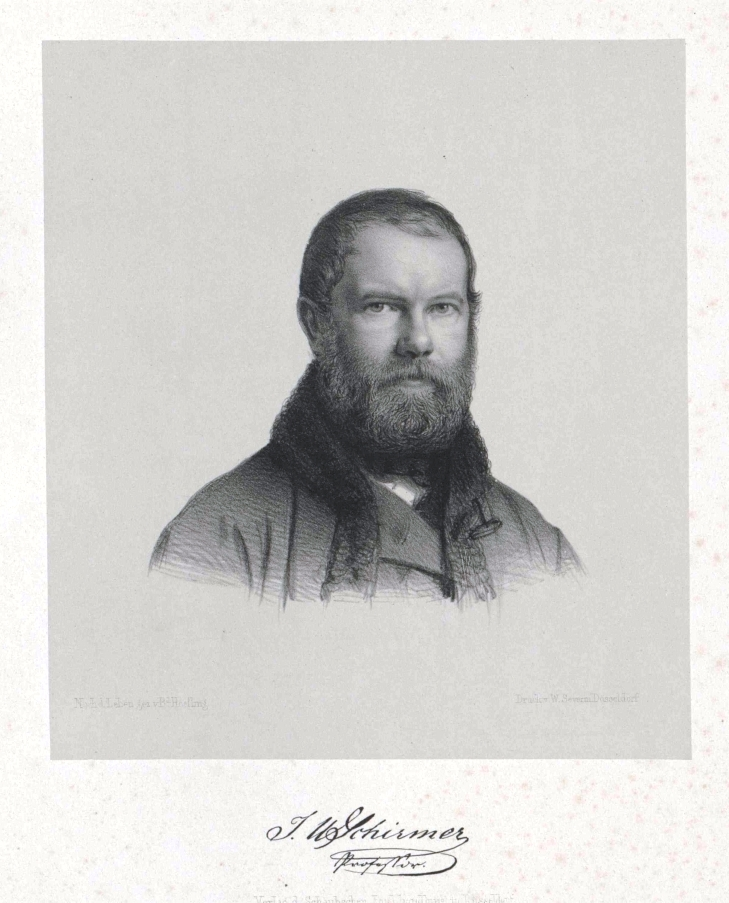
Johann Wilhelm Schirmer, 1853

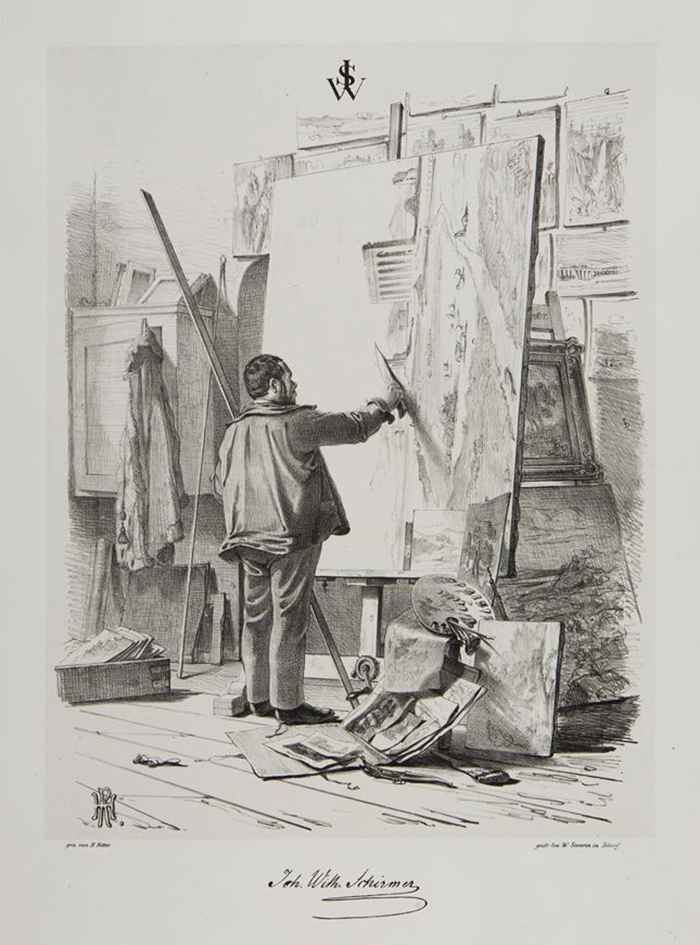
Johann Wilhelm Schirmer in seinem Atelier, „Campagna Romana mit Äquadukt Aqua Claudia“ malend, Illustration von Henry Ritter in Schattenseiten der Düsseldorfer Maler, 1845

Johann Wilhelm Schirmer (* 7. September 1807 in Jülich; † 11. September 1863 in Karlsruhe) war ein deutscher Landschaftsmaler und Grafiker der Düsseldorfer Schule.

## Leben und künstlerische Entwicklung
Johann Wilhelm Schirmer war der zweitälteste Sohn des Jülicher Buchbinders Johann Gottlob Schirmer (1763–1826) und dessen Frau Wilhelmine Johanna Christina Schirmer, geborene von Breitschwert (1768–1841). Sein jüngerer Bruder war der weniger bekannte Landschaftsmaler und Fotograf Philipp Schirmer. In seiner Kindheit erlebte Schirmer die Belagerung von Jülich (1814), die er später in seinen Lebenserinnerungen schilderte. Zwischen 1821 und 1824 absolvierte Schirmer eine Buchbinderlehre in der väterlichen Werkstatt und in der Werkstatt von Johann Melchior Severin in Düsseldorf. Daneben begann er mit autodidaktischen Malstudien und Radierarbeiten, worin er insbesondere der Landschaftsmalerei niederländischer Altmeister wie Jacob van Ruisdael und Allart van Everdingen nacheiferte, und besuchte seit 1825 die Kunstakademie Düsseldorf, anfangs nur nachmittags die Elementarklasse von Josef Wintergerst, während er vormittags weiterhin als Buchbinder arbeitete. An der Düsseldorfer Akademie wurde er ab 1826 Schüler von Wilhelm Schadow und Heinrich Kolbe. Unter dem Einfluss Carl Friedrich Lessings, mit dem er einen „Landschaftlichen Komponierverein“ pflegte, bildete Schirmer sich zum Landschaftsmaler aus. Dabei entstand sein Bild Deutscher Urwald, mit dessen Berliner Ausstellung die Kunstwelt auf ihn aufmerksam wurde. Ein Bild, das er 1838 auf dem Salon de Paris zeigte, trug ihm eine goldene Medaille ein. 
Seit 1834 als Hilfslehrer und ab 1839 als Professor an der Düsseldorfer Kunstakademie tätig, begründete Schirmer mit Lessing und Andreas Achenbach die Düsseldorfer Schule der Landschaftsmalerei. Bis Anfang 1839 bewohnte Schirmer Zimmer im Düsseldorfer „Friedrichsbad“ an der Goltsteinstraße, bevor er an die Pfannenschoppenstraße (Klosterstraße) zog. Reisen in die Schweiz unternahm er 1835 in Begleitung des Komponisten Felix Mendelssohn Bartholdy und des Malerfreundes Johann Heinrich Schilbach sowie 1837. 1836 bereiste er die Niederlande. Eine Reise in die Normandie, die er auf Einladung von Camille Saglio 1836 unternommen hatte, veranlasste ihn, die von ihm eingeschlagene Richtung einer mehr auf die Zeichnung Gewicht legenden Darstellung zu verlassen und die Betonung von Farbe und Tonwirkung zu intensivieren. Ausdruck dieser Stiländerung, die besonders ab 1838 sichtbar wurde, waren Bilder wie Herbstlandschaft, Wetterhorn oder Jungfrau in der Schweiz. Seine Italienreise in den Jahren 1838–1840 führte ihn in die eher stilisierende und idealisierende Richtung der Landschaftsmalerei, oft mit biblischen Motiven, die sein Verständnis der Natur als Offenbarung Gottes unterstrichen. Von August 1839 bis August 1840 wohnte er in Rom. Dort verkehrte er in Kreisen der Deutschrömer, insbesondere in der Ponte-Molle-Gesellschaft, an deren „Cervaro-Fest“ er im April 1840 teilnahm. Außerdem wurde er Leiter des „Künstler-Gesangsvereins“ zu Rom. In Paris weilte er 1850, in Südfrankreich 1851.  
1842 heiratete er Ida Emilie von Bardeleben, mit der er drei Söhne und zwei Töchter hatte. Von 1833 bis zu seinem Tod war er Mitglied der Preußischen Akademie der Künste in Berlin, Sektion für die Bildenden Künste.
1854 wurde er durch den Prinzregenten und späteren Großherzog Friedrich I. zum ersten Direktor der neu gegründeten Karlsruher Kunstschule berufen. Er verkaufte sein Haus in der Pfannenschoppenstraße 35 (Klosterstraße) in Düsseldorf und zog nach Karlsruhe. Hier wirkte Schirmer unter anderem als Lehrer von Hans Thoma, Rudolf Epp und Anton von Werner.
In seinem Spätwerk überwiegen religiöse Themen, während seine letzten Bilder keiner bestimmten Richtung mehr angehören. Sie sind der allgemeine Ausdruck für Stimmungen oder Gedanken und zeigen schon fast einen impressionistischen Stil.
Schirmers druckgrafisches Werk, rund 30 Blatt, ist wenig bekannt und nur geringfügig wissenschaftlich bearbeitet. In seiner Jugendzeit bis in die 1840er Jahre war es für den Künstler von großer Bedeutung. Er bevorzugte die Radierung, beschäftigte sich aber auch mit der Lithografie. 1829 entstand in Düsseldorf seine Radierung Die betende Nonne. 1847 wurde sein Mappenwerk Acht landschaftliche Originalradierungen veröffentlicht, das aus Blättern verschiedener Zeiten besteht.
Neben August Weber wird er auch als „Idealist“ der Düsseldorfer Schule charakterisiert. Sein Einfluss auf Schüler, die seinen Malweisen folgten, wird durch den Begriff „Schirmerschule“ umrissen.
Ihm zu Ehren wurde sein Name Ende der 1890er Jahre an der Schauseite der Düsseldorfer Kunstakademie eingemeißelt. Literatur und Ausstellungen der letzten Jahre betonten Schirmers Bedeutung für die Entwicklung der deutschen Landschaftsmalerei im 19. Jahrhundert. Schirmerstraßen in Düsseldorf, Karlsruhe und seiner Geburtsstadt Jülich würdigen dies ebenfalls.

## Hauptwerke

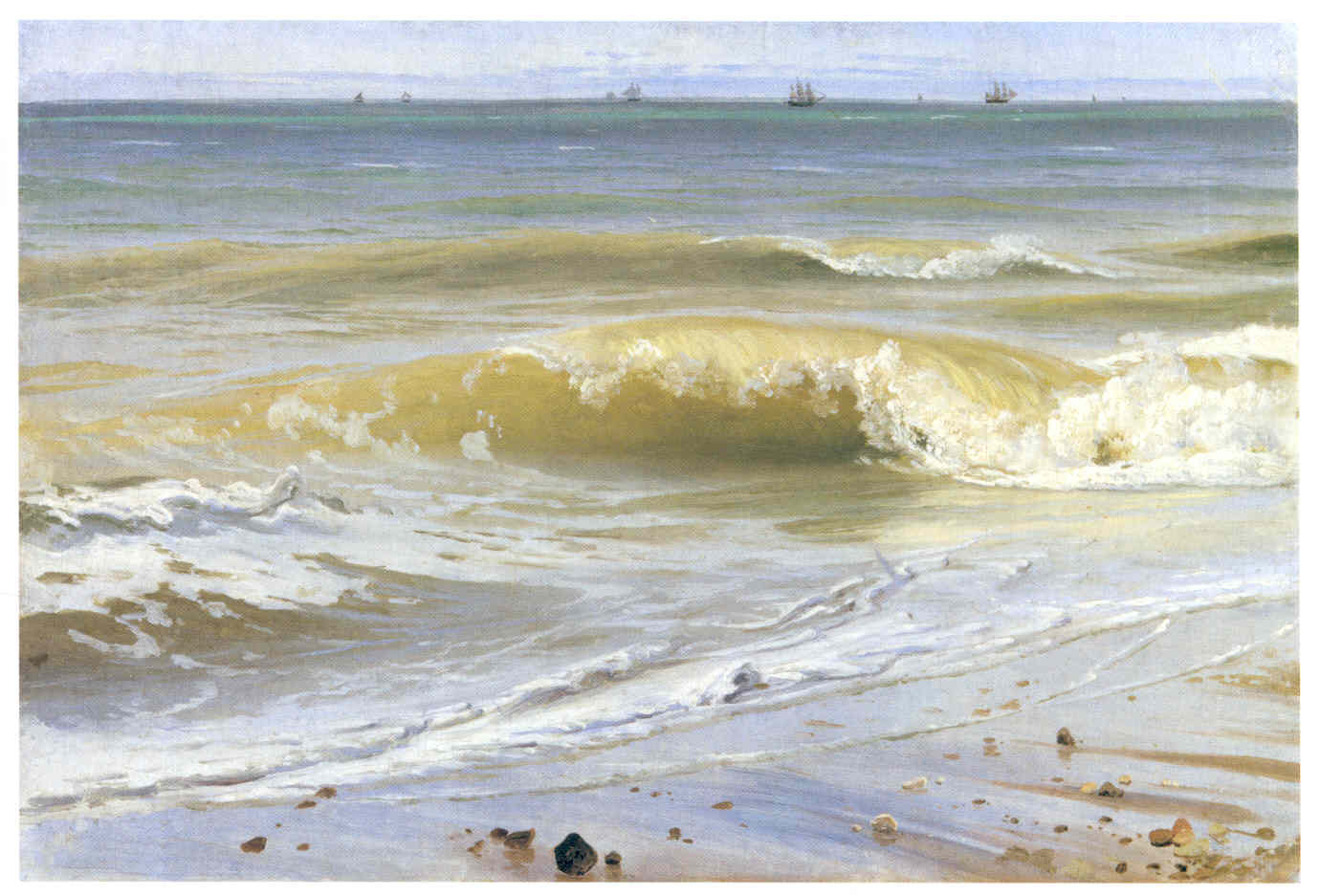
Meeresbrandung mit fernen Schiffen, 1836, Staatliche Kunsthalle Karlsruhe

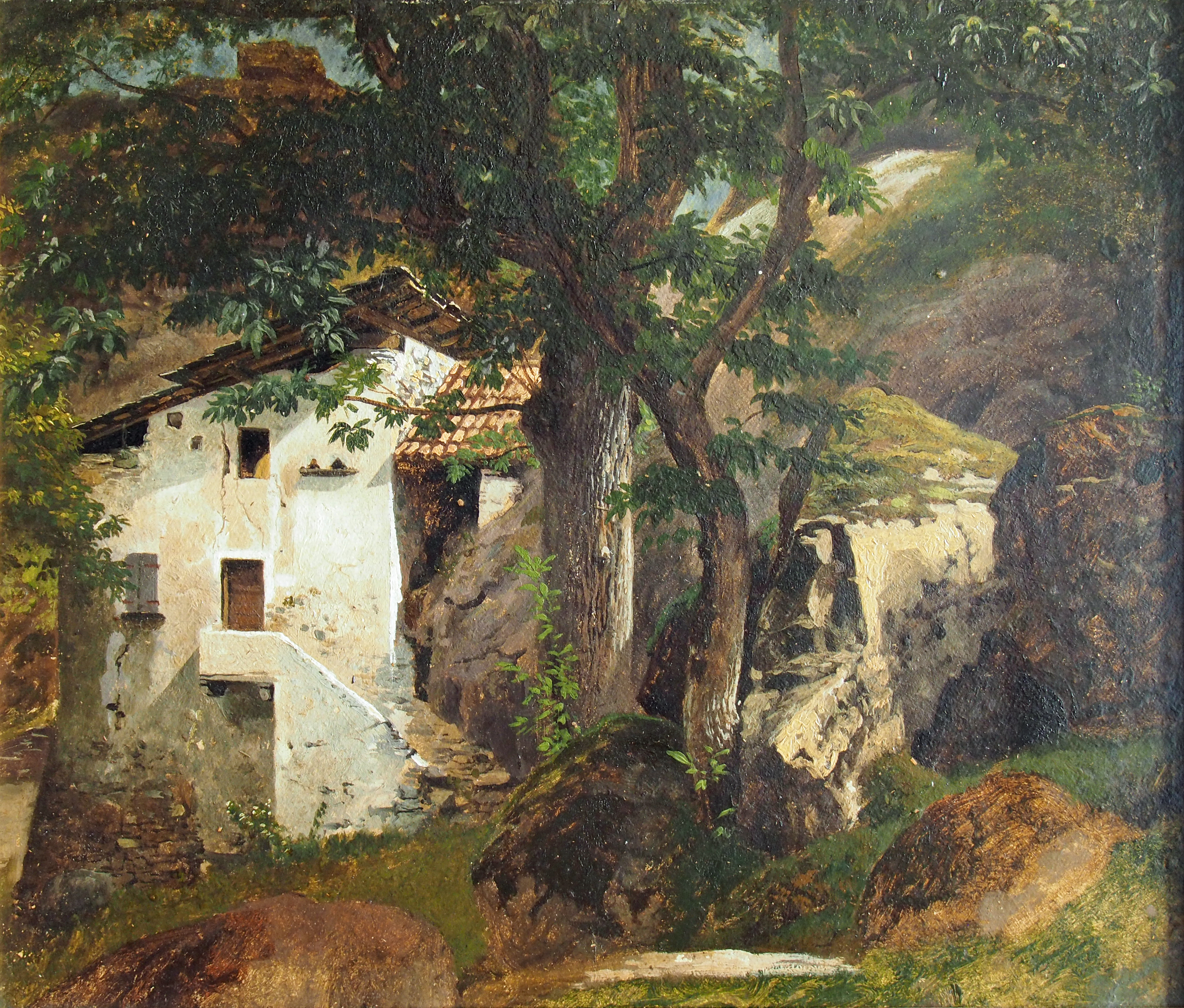
Südtiroler Haus unter Kastanien, 1839/1840, Museum im Weimarer Stadtschloss

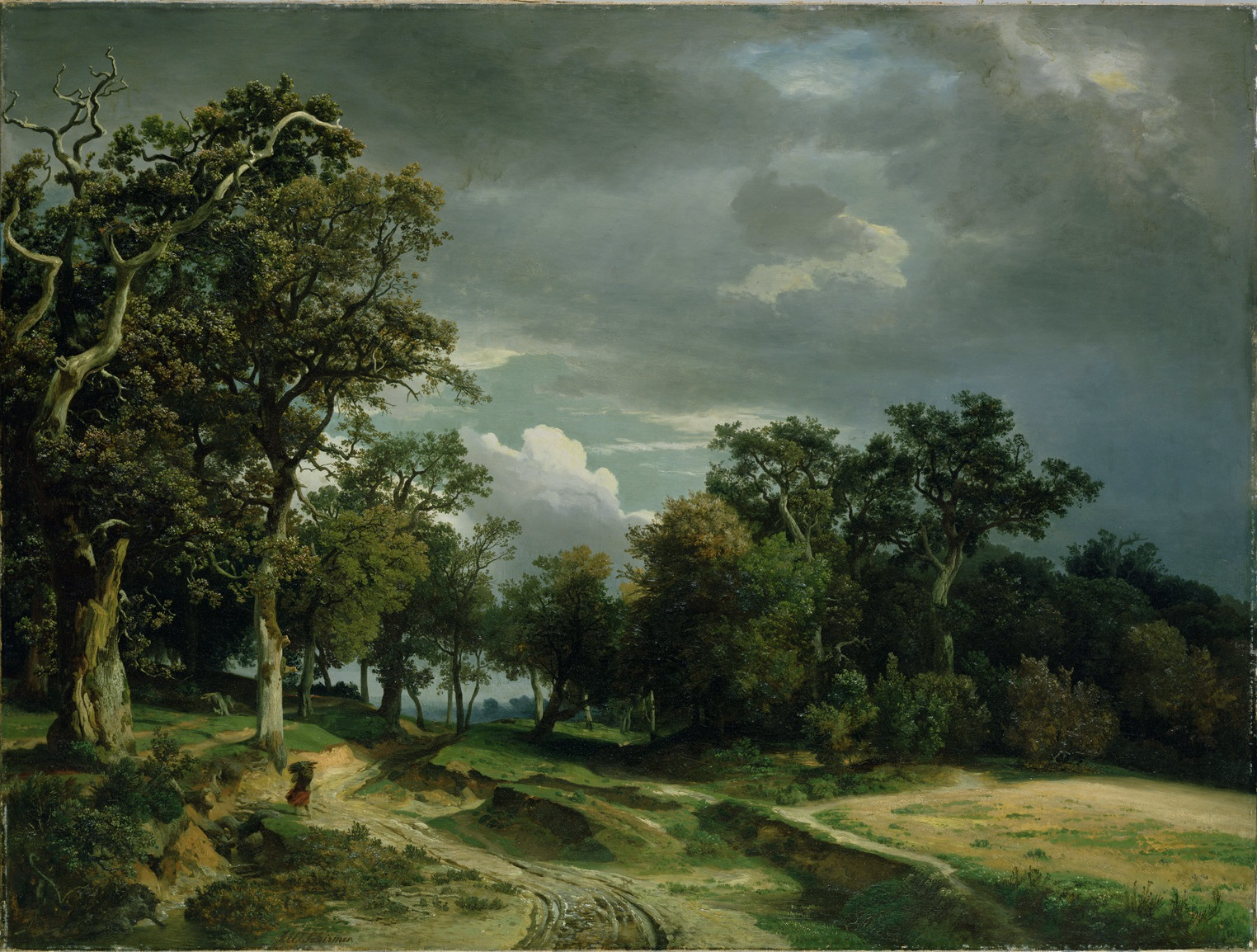
Weg am Waldesrand, um 1851, Hamburger Kunsthalle

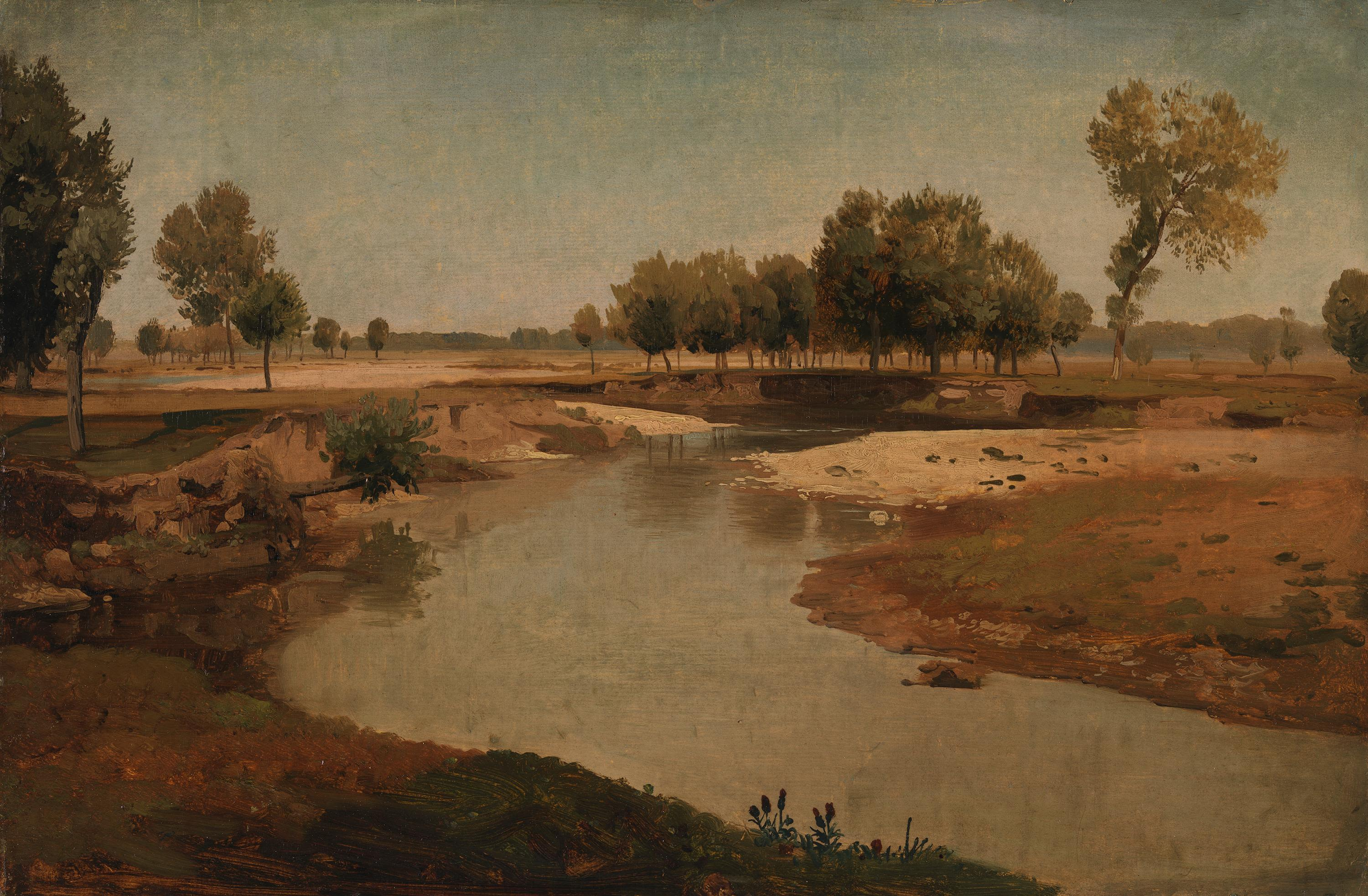
Landschaft an der Rur, 1850er Jahre, Neue Pinakothek

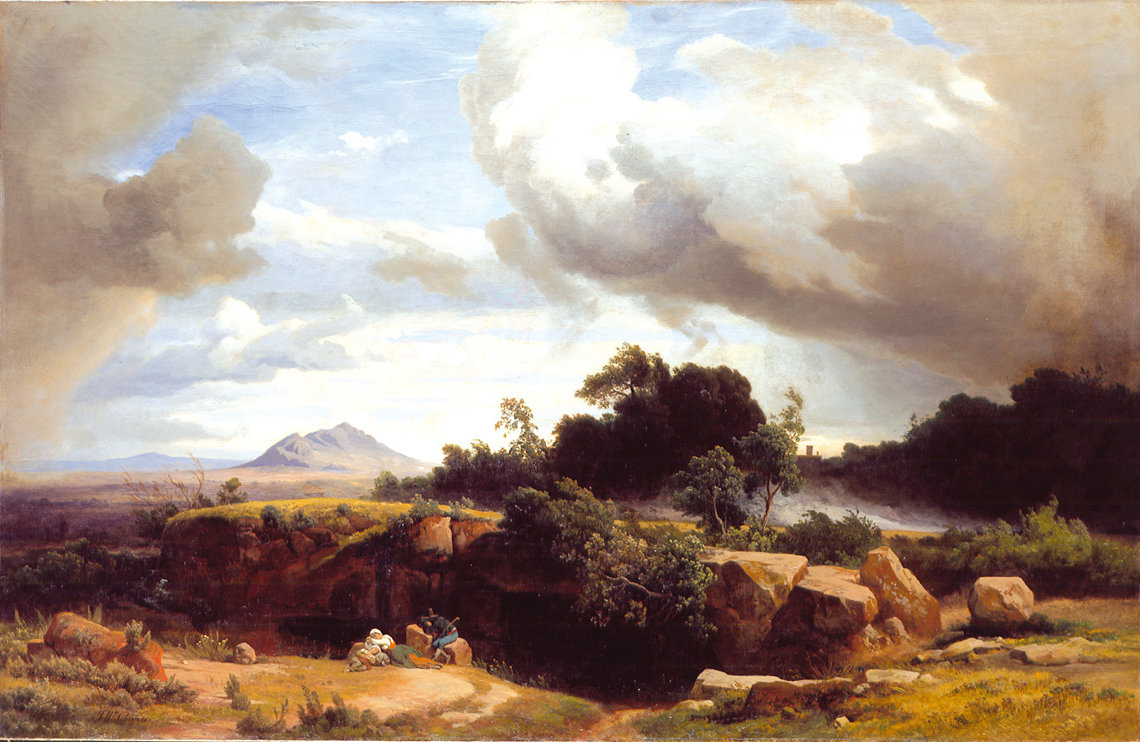
Heranziehendes Gewitter in der römischen Campagna, 1858, Staatliche Kunsthalle Karlsruhe

- Deutscher Urwald, 1828, Privatsammlung, Krefeld[11]
- Waldkapelle, 1829, Wallraf-Richartz-Museum Köln
- Grotte der Egeria, 1829, Museum der bildenden Künste Leipzig
- Meeresbrandung mit fernen Schiffen, 1836, Staatliche Kunsthalle Karlsruhe
- Herbstlandschaft, 1838
- Das Wetterhorn, 1838
- Südtiroler Haus unter Kastanien, 1839/1840, Museum im Weimarer Stadtschloss
- Nach dem Sturm, 1849, Museum Kunstpalast, Düsseldorf[12]
- Weg am Waldesrand, um 1851, Hamburger Kunsthalle
- Biblische Landschaften in 26 Kohlezeichnungen, 1855/1856
- Vier Bilder zur Geschichte des barmherzigen Samariters, 1856/1857, Staatliche Kunsthalle Karlsruhe
- Heranziehendes Gewitter in der römischen Campagna, 1858, Staatliche Kunsthalle Karlsruhe[13]
- Landschaft an der Rur, 1850er Jahre, Neue Pinakothek
- Zwölf Ölgemälde zur Geschichte Abrahams, 1859–1862, Nationalgalerie Berlin
- Stürmischer Abend, um 1860, Neue Pinakothek
- Italienische Landschaft mit Pilgern, Kunstakademie Düsseldorf

## Illustrationen (Auswahl)
Digitalisierte Ausgabe der Universitäts- und Landesbibliothek Düsseldorf:
- In:  Album deutscher Künstler in Originalradirungen. – Buddeus, Düsseldorf 1841. Digitalisierte Ausgabe
- In: Deutsche Dichtungen mit Randzeichnungen deutscher Künstler. – Buddeus, (Bände 1–2) Düsseldorf 1843. Digitalisierte Ausgabe
- In: Robert Reinick: Lieder eines Malers mit Randzeichnungen seiner Freunde. – zwischen 1836 und 1852.
  - Lieder eines Malers mit Randzeichnungen seiner Freunde. – Düsseldorf: Schulgen-Bettendorff, 1838, farbige Mappen-Ausgabe. Digitalisierte Ausgabe
  - Lieder eines Malers mit Randzeichnungen seiner Freunde. – Düsseldorf: Schulgen-Bettendorff, 1838. Digitalisierte Ausgabe
  - Lieder eines Malers mit Randzeichnungen seiner Freunde. – Buddeus, Düsseldorf zwischen 1839 und 1846. Digitalisierte Ausgabe
  - Lieder eines Malers mit Randzeichnungen seiner Freunde. – Vogel, Leipzig ca. 1852. Digitalisierte Ausgabe

## Seine Schüler

### Düsseldorfer Schüler
- Oswald Achenbach
- Jakob Becker
- Joseph Bernardi
- Arnold Böcklin
- Hermann Both
- August Cappelen
- Joseph Hülser
- Franz Johann Wilhelm Hünten
- Joseph Jansen
- Wilhelm John
- Anselm Feuerbach
- August Kessler
- Wilhelm Klein
- Rudolf Koch
- Julius Kost
- Gustav Lange
- Friedrich August de Leuw
- Hermann Mevius
- Arnold Overbeck
- Valentin Ruths
- Georg Saal
- Heinrich Schilking
- Johann Joseph Eugen von Guerard

### Karlsruher Schüler
- Carl Friedrich Deiker
- Rudolf Epp
- Emil Lugo
- Jost Muheim
- Franz Xaver von Riedmüller
- Hans Thoma
- Anton von Werner

## Lebenserinnerungen
- Die Lebenserinnerungen des Johann Wilhelm Schirmer. Bearbeitet von Paul Kauhausen. Verein Linker Niederrhein, Krefeld 1957.

## Sonderausstellungen
- „Johann Wilhelm Schirmer in seiner Zeit – Landschaft im 19. Jahrhundert zwischen Wirklichkeit und Ideal“. Ausstellung der Staatlichen Kunsthalle Karlsruhe (20. April bis 14. Juli 2002) und des Suermondt-Ludwig-Museums Aachen (24. August bis 17. November 2002)
- „Johann Wilhelm Schirmer – Vom Rheinland in die Welt“. Verbundausstellung vom 24. April 2010 bis zum 16. Januar 2011 in Düsseldorf, Neuss, Jülich, Bonn, Bergisch Gladbach und Königswinter
- Städtische Galerie Villa Zanders, Bergisch Gladbach: „Die multiplizierte Natur“. Schirmer und die Druckgraphik

## Sonstiges
Nicht zu verwechseln ist er mit dem Berliner Maler Wilhelm Schirmer, der zur gleichen Zeit lebte.